# 冥途の飛脚
『冥途の飛脚』（めいどのひきゃく）とは、人形浄瑠璃の演目のひとつ。全三段、大坂竹本座にて初演。近松門左衛門作。

## あらすじ

### 上之巻
（淡路町の段）亀屋忠兵衛はもと大和国新口村の大百姓勝木孫右衛門のせがれであったが、四年以前に大坂淡路町の飛脚問屋亀屋へ養子に出されていた。亀屋では養父に当たる当主はすでに死去し、今は跡継ぎの忠兵衛が店を差配する立場である。だがその忠兵衛は最近新町の遊女梅川に入れあげ、家にもろくに帰らないので店の業務は滞りがちであった。
日も暮れて店じまいの時分、忠兵衛は亀屋を訪れた友人の丹波屋八右衛門から、すでに届いたはずの八右衛門宛の江戸為替五十両が届かない理由を問い詰められる。忠兵衛はその金を、惚れあった仲の梅川を身請けする手附けに使ったと打ち明けた。梅川が近々田舎の客に身請けされそうになったので、たまたま手にした八右衛門宛ての五十両を手附けに使ってしまったのだという。土下座して泣きながら待ってくれと頼む忠兵衛、それを見た八右衛門は忠兵衛を許すことにしたが、今度は養母の妙閑から八右衛門の五十両について問いただされる。妙閑は早く八右衛門に五十両を渡せと忠兵衛にせかすが、そんなものはない。進退に窮した忠兵衛は、その場しのぎにありあわせた鬢水入れを紙に包んで小判を装い、それを八右衛門に渡して嘘の受取りも書かせ養母を騙す。八右衛門は帰っていった。
ちょうどその時、大名家の蔵屋敷に届ける三百両が到着し、その金は届ける期日がとっくに過ぎていたので、夜分にもかかわらず忠兵衛自身で急ぎ届けることになった。しかし道の途中で梅川のことが気にかかり、その足はいつのまにか新町のほうへと向いている。はっとこれに気付いた忠兵衛、しかし結局は大事の預り金をそのまま懐にして、梅川のいる新町へと向うのである。

### 中之巻
（新町の段）新町の越後屋では、梅川が忠兵衛の来るのを待ち焦がれている。そこへ八右衛門がやって来て、女郎たちに先ほどの忠兵衛の一件を話す。二階に隠れてそれを聞いていた梅川は、顔を畳にすりつけて声を隠して泣く。越後屋の表に来合わせた忠兵衛は八右衛門の話を聞いてかっとなり、中に入って口論となる。ついには持っていた預かり金の中から五十両を出して八右衛門に投げつけ、残った金は養子に来た時の敷銀（持参金）だと偽り、これも梅川の身請けに使ってしまう。二人は晴れて夫婦となったが、飛脚屋が客の預かり金を使い込んでしまっては、同業の飛脚屋仲間からの詮議は免れない。忠兵衛と梅川は世間から身を隠さねばならなくなる。

### 下之巻

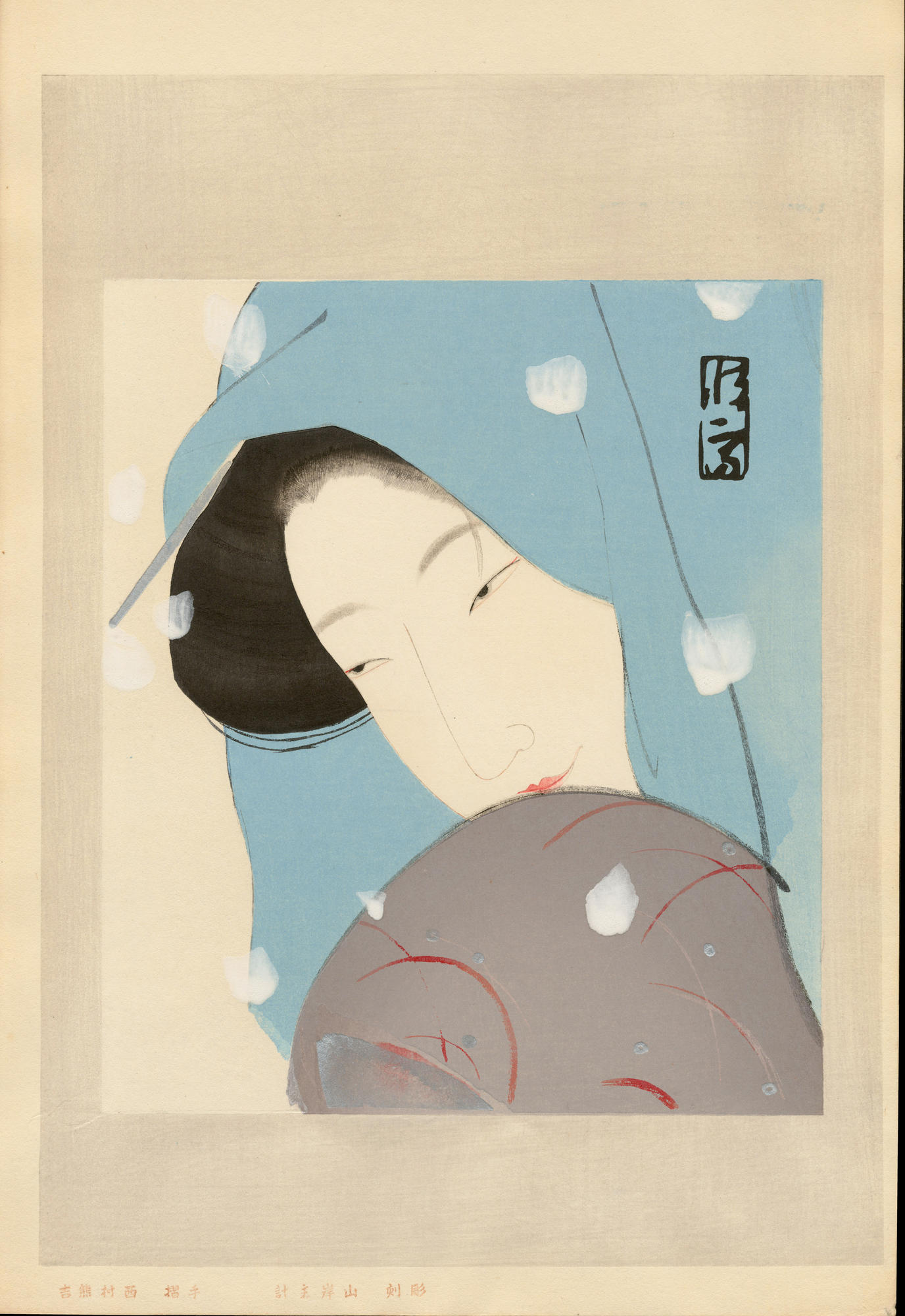
木谷蓬吟編『大近松全集』より梅川、北野恒富筆

（道行相合駕籠〈みちゆきあいあいかご〉）追手におびえながら忠兵衛と梅川は、駕籠や徒歩で逃避行を続ける。
（新口村の段）ほどなく正月を迎えようという頃、忠兵衛と梅川のふたりは忠兵衛の生まれ故郷大和国新口村まで辿り着く。村には忠兵衛の実父孫右衛門がいたが当然会うことはできない。そこで忠兵衛とは幼馴染みだった忠三郎を頼ろうと、その家を訪ねるも忠三郎は不在である。だが村にはすでに同業の飛脚屋からの追手が入り、忠兵衛が大坂で大金を横領した事が知れ渡っていた。忠兵衛たちは素性を隠し、居合わせた忠三郎の女房に忠三郎を呼んでくれるよう頼むと出かけていき、家の中は忠兵衛と梅川ふたりきりとなる。表は雨が降っていた。 
そんな中、孫右衛門が近くを通りかかるのを二人は家の中から見る。すると孫右衛門が下駄の鼻緒を切らして泥田へと転んだ。梅川は、おもわず家から飛び出しこれを助ける。素性を隠して孫右衛門を介抱する梅川だったが、孫右衛門はこのあたりでは見かけぬ顔の梅川を見てさてはと悟り、息子忠兵衛の身の上を思って孫右衛門が嘆くと、梅川も声をあげて泣く。しかし孫右衛門は世間や養家亀屋への義理を思って忠兵衛に会おうとはせず、また忠兵衛も隠れて父を伏し拝み泣くばかりだった。孫右衛門は路用にせよと持っていた金を梅川に渡し、嘆きつつ立ち去る。 
やがて戻った忠三郎のはからいで、忠兵衛と梅川はいったんはその場を逃れるが、ついに役人に捕まってしまう。村の者たちもこの騒ぎに出てきて見る中、忠兵衛と梅川は縛りあげられ、この様子を見た孫右衛門はあまりのことに気を失った。忠兵衛も「身に罪あれば、覚悟の上殺さるるは是非もなし。御回向頼み奉る親の歎きが目にかかり、未来の障りこれ一つ、面を包んで下されお情なり」と泣きわめきながら訴え、梅川ともども大坂へと引かれてゆくのであった。

## 解説
本作はいわゆる「梅川忠兵衛」を題材とした浄瑠璃である。「梅川忠兵衛」の実説については長らく不明とされてきたが、藤堂藩城代家老の日記『永保記事略』の記事により明らかとなっている。その宝永7年（1710年）正月25日の項によれば以下のようであった。
藤堂藩の領分である大和国新口村（現在の奈良県橿原市新口町）に小百姓の四兵衛という者がおり、そのせがれの清八は六年以前に大坂へ養子に出され、「亀屋忠兵衛」と名乗って養家を継いでいた。ところが忠兵衛は金銀を盗んでその金で遊女を身請けし、ともに大和郡山の上里村に親類を頼って逃げ隠れていたが、両名は見つかり捕縛、大坂に送られて入牢となった。実の親の四兵衛は大坂町奉行所より処罰せぬようにとの知らせがあったが、忠兵衛が盗んだ金については四兵衛が弁償することになったという。
この実説が当時巷間に広まったと見られ、以後京都や大坂で「梅川忠兵衛」の事が歌舞伎の舞台に取り上げられているが、宝永8年正月に京都で上演された『けいせい九品浄土』では忠兵衛が主人公ではなく、梅川にはほかに男がいて廓を抜け出す手段として忠兵衛を利用し、忠兵衛は最後には馬子に金をとられて殺される。忠兵衛はほんの脇役だったという。ほかに浮世草子にも「梅川忠兵衛」は取り上げられており、そんな中で近松が世話物として書いた浄瑠璃がこの『冥途の飛脚』であった。
なお『冥途の飛脚』の初演の時期については、正徳元年（1711年）の7月以前らしいという事しかわからず、はっきりしない。またこれと近い時期に同じ題材を扱った紀海音作の『傾城三度笠』があるが、この作も確かな初演の時期が不明である。『傾城三度笠』は『冥途の飛脚』の改作ともいわれるが、このふたつのいずれが先であったかがわからないので、その影響関係についても明らかではない。
「飛脚屋」はもともと大坂発生のもので、書状と貨幣を預って輸送していた。十八軒の飛脚屋による仲間（組合）が作られ、もしその中で品物の輸送ができなくなった場合には、まず飛脚屋仲間でその事情を取調べ、連帯責任で以って相応の負担をした。顧客からの預かり物を盗みなどした飛脚屋は家財没収の上、死罪という厳しい掟が定められていた。「封印切」とは飛脚屋が人から預かって送る金の、その封印のある包み紙を破くことであり、「新口村」の最初において「十七軒の飛脚問屋あるひは順礼古手買ひ…家々を覗きからくり飴売りと」とあるのは、亀屋以外の組合加盟の飛脚屋から、忠兵衛捕縛のための追手が様々に変装して村中をうろついていたということである。
忠兵衛の年齢は「今年はたちの上はまだ四年…」すなわち二十四歳と記されている。二十四という歳で、四年も飛脚屋の中で暮らしていながら、上でも述べたように飛脚屋が人から預かった金を横領すればどうなるか、本来わからないはずはないが、「淡路町」で八右衛門宛てに届いたはずの五十両を勝手に梅川の手付金に使ったと白状しているのを見ても、遊郭の女に夢中となって分別を失った若い男の姿がそこにはある。しかし、ここで八右衛門が飛脚屋仲間へと直ぐに訴え出れば、忠兵衛と亀屋は相応の処罰を受けたであろうが、土下座して泣きながら自分を犬とでも思ってくれと謝る忠兵衛を八右衛門は見て「ほろりっと涙ぐみ」、「言ひにくいことよう言うた。丹波屋の八右衛門、男じゃ了簡して待ってやる」と、結局忠兵衛を許すのである。つまり忠兵衛は、八右衛門に命を助けられたことになる。
だが事はこれで収まらなかった。忠兵衛が大事の預かり金を懐にしながらうかうかと越後屋の表にまでくると、先に越後屋に来ていた八右衛門が、例の鬢水入れのことまで暴露して忠兵衛の棚卸しをしている。前段「淡路町」で忠兵衛を庇ったはずの八右衛門が、なぜいきなり越後屋で忠兵衛への悪口をし始めるのか。これについては八右衛門を「物事を表面的にとらえて、相手の態度次第でどうにでも変ってゆくような人間」であり、「無責任な放言もする」のだという解釈もある（藤野義雄）。しかし『冥途の飛脚』を実際に語った四代目竹本越路大夫は八右衛門について、「実際に友人思いの、人情のある男で、忠兵衛よりも一回り大きな人物ですよ。悪人ではないです」と述べている。すなわち悪口するように見えて、じつは忠兵衛のことを思い遊郭や梅川から忠兵衛を遠ざけようとしたということである。そのように考えれば「淡路町」でも「越後屋」でも、八右衛門の性格は一貫しているといえる。
しかしいずれにせよ、忠兵衛はその八右衛門の言葉に怒り、感情に任せてついに「封印切」の大罪を犯してしまう。その直ぐ前の「淡路町」亀屋において、八右衛門から許され助けられたにもかかわらず、同じ過ちを繰り返してしまうのである。友人どうしのことならまだしも、武家の蔵屋敷へ届ける大金を使い込んでは最早言い逃れはできない。本来顧客へ金を届ける飛脚屋が、自ら死へと赴く「冥途の飛脚」となってしまったのだった。一方、「傾城に誠なし」とは作中でもいわれているが、この忠兵衛の相手をする梅川は「新口村」での孫右衛門に対する態度を見ても、遊女ながらも善良な人物として描かれているのが救いといえよう。
忠兵衛と梅川は追手に怯えながら「新口村」まで逃れてくるが、この「新口村」では忠兵衛の実父孫右衛門に比重が置かれている。いわば本作の、もうひとりの主人公とも言うべき人物である。姿は見せないが直ぐ近くに居るであろう息子に向けた悲痛な思いを、孫右衛門は梅川を前に次のように語る。
「…世の譬へにいふ通り、盗みする子は憎からで縄かくる人が恨めしいとはこのことよ。久離切った親子なれば、よいに付け悪いに付け、構はぬこととはいひながら、大坂へ養子に行て、利発で器用で身を持って、身代も仕上げたあの様な子を勘当した孫右衛門はたはけ者、あほう者といはれても、その嬉しさはどう有ろう。今にも捜し出され、縄かかって引かるる時、よい時に勘当して、孫右衛門は出かした、仕合せじゃと誉められても、その悲しさはどう有ろう…」
そして縁を切ったといっても親子、大金がいる事があるならばどうして前もって自分に相談してくれなかったのか、そうすれば間違いなどさせなかったのにと嘆く。『冥途の飛脚』はその後内容を改作されて『けいせい恋飛脚』や『恋飛脚大和往来』として上演されることになるが、この「新口村」は最後の場面を除き、おおむね大きな改変はなされずに使われており、子を思う切ない親心という内容が現代にまで伝えられたのだといえる。しかし忠兵衛たちは結局捕まり、縛られて大坂へと引かれてゆく様を孫右衛門は目にすることになる。本作の最後は「…水の流れと身の行方、恋に沈みし浮き名のみ難波に。残しとどまりし」とあるが、その「恋に沈みし浮き名」は人々を不幸にして終ったのだった。
近松門左衛門作の『冥途の飛脚』は名作と評されてはいるが、実際にこれを人形浄瑠璃の舞台にかけた場合、話の芯になる人物たちが破滅に向って終るだけというのは、近松よりものちの人々にとっては物足りなく感じるようになっていた。そこでこの「梅川忠兵衛」の話を少しでも膨らませようとしてできたのが『けいせい恋飛脚』であり、歌舞伎の『恋飛脚大和往来』であった。実際『冥途の飛脚』は初演ののち、江戸時代における上演は文政3年（1820年）の大坂での興行が確認できるのみであり、演目として本格的に上演されるようになるのは大正3年（1914年）以降のことである。そのあいだ人形浄瑠璃では、改作の『けいせい恋飛脚』がもっぱら上演されていたのである。ただし下之巻の「道行相合駕籠」だけは、一中節や宮園節に曲を移して語られている。

## 関連作品
人形浄瑠璃
- 『傾城三度笠』 ： 紀海音の作。
- 『けいせい恋飛脚』 ： 安永2年（1773年）初演。

歌舞伎
- 『恋飛脚大和往来』 ： 内容は『けいせい恋飛脚』に基づく。

音曲
- 『梅川忠兵衛 道行三度笠』 ： 下之巻「道行相合駕籠」を一中節に移調した語り物。
- 『道行相合炬燵』（みちゆきあいあいごたつ） ： これも「道行相合駕籠」を宮園節に移調したもの。明和6年（1769年）から安永2年のあいだに出来たものだろうという。

翻案
- 『近松心中物語』 ： 秋元松代翻案の舞台作品。昭和54年（1979年）初演。
- 『心中・恋の大和路』 ： 宝塚歌劇団によるミュージカル作品。昭和54年（1979年）初演。

映画
- 『浪花の恋の物語』 ： 昭和34年（1959年）公開 - 内田吐夢監督・萬屋錦之介・有馬稲子主演／『冥途の飛脚』と『恋飛脚大和往来』が原作。
- 『文楽 冥途の飛脚』（原題：THE LOVERS' EXILE） ： 昭和54年（1979年） - Marty Gross監督。
- 『Dolls』 ： 平成14年（2002年） - 北野武監督。